# 詹姆斯·戈登 (漫画)
占士·哥頓（英語：Commissioner James Gordon）是一个由美国DC漫画公司出版的漫画书《蝙蝠侠》中虚构的人物，且是蝙蝠侠的忠实盟友。这个角色第一次出现在侦探漫画第27期（1939年5月），由比尔·芬格和鲍勃·凯恩创造。在2011年，占士·哥頓名列IGN的100個漫畫英雄的第19位。

## 人物
戈登在此漫畫中的處子秀，讓他成為了蝙蝠俠的第一個支持者。戈登了解高譚市的腐敗，但還是調派來當警察，起初因自己正派的個性而不受歡迎，与局内外的腐败势力对抗，後來升為警官後私底下幫助著蝙蝠俠這個可靠的英雄。

## 经历
在最初，高登只是一個普通的警察局長，被蝙蝠俠襯托得十分無能，只有在蝙蝠俠擊敗對手後才會出現將犯人逮捕。後來受到電視劇的影響，蝙蝠俠可以不被警察約束也是依靠著高登的默許，但隨著出版歷史的增長，高登也逐漸變成了蝙蝠俠故事中的一個重要角色。
高登的角色逐漸演變成一個面對黑道橫行、暴力肆虐，但警察內部腐敗無能、市政府也受賄貪汙，完全無視這些黑暗，高登想改變這現狀卻有心無力——直到蝙蝠俠的出現。
雖然蝙蝠俠的行動不能說是正義，也不合法，但在了解蝙蝠俠也想改變高譚市後，高登開始接受對方的存在，也慢慢開始合作對抗高譚市的黑暗勢力。
在80年代，編劇法蘭克·米勒的主導下，高登擁有了全新的生命，他成了一名從芝加哥警局調來、一個有抱負，有理想，堅信法律才是正義的警察。
可是面對政客、黑道、罪犯、毒梟等勢力盤據的高譚市，高登深感自己的無力，甚至一度也迷失在其中，直到蝙蝠俠出現，雖然高登仍堅信法律才是正義，可是他也明白高譚市需要的就是像蝙蝠俠這樣可以無視法律去行動來維護正義的人，於是他默許了蝙蝠俠的存在，並開始合力打擊這些黑暗勢力。
不過高登堅守正義的行為卻換來了破碎的家庭，他的第一任妻子認識到高登完全把生命奉獻給自己的事業後，便和他離婚去追求自己的幸福。高登後來和同事莎拉·埃森再婚，可惜莎拉最後也在一次任務中犧牲了。他的女兒芭芭拉·高登因為崇拜蝙蝠俠，而暗中加入了蝙蝠俠一方，成為蝙蝠女孩，但卻於某日在家中受到小丑的襲擊而終身癱瘓。
可是這些都沒有擊倒高登，他後來還引薦檢察官哈維·丹特與蝙蝠俠合作，形成強力的鐵三角對抗高譚的黑暗勢力。他還偷偷的掩護蝙蝠俠的行動，甚至早就知道女兒就是蝙蝠女孩，故事中更多次暗示他早就知道蝙蝠俠的真實身分。

### 新52
在《終局》事件中，蝙蝠俠與小丑同歸於盡，高譚市再次陷入了沒有了蝙蝠俠的黑暗時期。這時高登受到政府邀請，擔任由政府支援的蝙蝠俠計畫，成為直屬官方的蝙蝠俠與黑暗勢力對抗。他穿上了特製的動力裝甲來和那些罪犯戰鬥，但最後不敵一個新登場的超級反派Mr. Bloom而身受重傷，直到布魯斯·韋恩透過之前留下的儀器恢復了他身為蝙蝠俠時的記憶，再度以蝙蝠俠身分回歸，兩人聯手阻止了Mr. Bloom差點毀滅高譚市的行動。
事後高登決定辭去蝙蝠俠的工作，回到警局繼續擔任高譚警局局長。

## 相關角色

### 家人
- 芭芭拉·艾琳·基恩-高登（Barbara Eileen Kean-Gordon）

高登的第一任妻子，兩人後來離婚。
- 芭芭拉·高登（Barbara "Babs" Gordon）

第二代蝙蝠女孩，高登局長的養女（后改为亲生女儿），是一位武術天才兼高材生。
- 小詹姆斯·高登（James Gordon, Jr.）

高登的兒子，因為殺了人被蝙蝠俠（當時為迪克·格雷森）抓住，後來送到阿卡漢精神病院囚禁。新52後逃出阿卡漢，並執著於和蝙蝠女孩——也就是他的姊姊芭芭拉·高登作對。
- 莎拉·埃森（英语：Sarah Essen Gordon）（Sarah Essen）

高登的同事，高登曾與她有過一段婚外情，高登與前妻離婚後兩人才展開正式交往並於之後結婚，但在某次事件中被小丑殺害。新52後與高登結婚的事時被取消，而且一直下落不明。

### 盟友
- 蝙蝠俠（Batman）
- 哈維·布洛克（Harvey Bullock）

## 其他媒体

### 電影
- 1989年至1997年系列：由帕特·亨格爾飾演。
  - 《蝙蝠俠》（1989）
  - 《蝙蝠俠大顯神威》（1992）
  - 《蝙蝠俠不敗之謎》（1995）
  - 《蝙蝠俠與羅賓》（1997）
- 黑暗騎士三部曲：由蓋瑞·歐德曼飾演。
  - 《蝙蝠侠：侠影之谜》（2005）
  - 《蝙蝠侠：黑暗骑士》（2008）
  - 《蝙蝠侠：黑暗骑士崛起》（2012）
- DC擴展宇宙：由J·K·西蒙斯飾演。
  - 《正義聯盟》[2]（2017）
- 《蝙蝠俠》（2022）：由傑佛瑞·懷特飾演。

### 电视剧
- 《哥谭》（2014）：由班傑明·麥肯錫飾演。

### 动画连续剧
- 《蝙蝠侠：动画系列》（1992）

### 動畫電影
- 《蝙蝠俠：紅頭罩之下》（2010）
- 《蝙蝠侠：元年》（2011）
- 《蝙蝠侠：黑暗骑士归来 上》（2012）
- 《蝙蝠侠：黑暗骑士归来 下》（2013）
- 《蝙蝠侠之子》（2013）
- 《蝙蝠俠：血濺亞克漢》（2014）
- 《蝙蝠俠：勢不兩立》（2016）
- 《蝙蝠俠：致命玩笑》（2016）
- 《樂高蝙蝠俠電影》（2017）

### 游戏
- 《蝙蝠侠：阿卡姆疯人院》（2010）
- 《蝙蝠侠：阿卡姆之城》（2012）
- 《蝙蝠侠：阿卡姆起源》（2013）
- 《蝙蝠侠：阿卡姆骑士》（2015）
- 《蝙蝠俠：秘密系譜》（2016）

## 外部連結
- DC Comics Database: James Gordon | Fandom （页面存档备份，存于）